# Ingá (Paraíba)
Pour les articles homonymes, voir Ingá.
Ingá est une ville brésilienne de l'est de l'État de la Paraíba.
Sa population était estimée à 18 168 habitants en 2007. La municipalité s'étend sur 198 km2.